# Jürgen Körner (Psychologe)
Jürgen Körner (* 16. Mai 1943 in Erfurt) ist ein deutscher Diplom-Psychologe, Psychoanalytiker und emeritierter Professor für Sozialpädagogik an der Freien Universität Berlin. 

## Leben und Wirken
Von 1966 bis 1971 studierte Körner Psychologie und Zoologie in Göttingen und promovierte 1976 in Sozialwissenschaften und Politik zum Dr. disc. pol. Er ist Psychoanalytiker und Lehranalytiker der Deutschen Psychoanalytischen Gesellschaft (DPG), deren Vorsitzender er von 1995 bis 2001 war, sowie der Deutschen Gesellschaft für Psychoanalyse, Psychotherapie, Psychosomatik und Tiefenpsychologie (DGPT) und der Internationalen Psychoanalytischen Vereinigung (IPA).
Körner war „Gründungsvater“ der im Juli 2003 gegründeten Denkzeit-Gesellschaft, eines Vereins, der sich die „Förderung wissenschaftlich begründeter Methoden psychosozialer Arbeit mit jungen Menschen“ – darunter insbesondere junge Straftäter – zur Aufgabe machte.
Zusammen mit Christa Rohde-Dachser gründete er 2009 die International Psychoanalytic University Berlin (IPU) als erste psychoanalytische Hochschule in Deutschland. Bis 2012 war er Gründungspräsident der IPU. Er gründete 2015 die Arbeitsgemeinschaft Psychodynamischer Professorinnen und Professoren und leitet sie seither. 
Körner ist einer der Gründer und Herausgeber der Fachzeitschrift Forum der Psychoanalyse, die seit 1985 vierteljährlich erscheint.
Seine Forschungsgebiete sind unter anderem Theorie und Methode der Psychoanalyse, Psychoanalytische Pädagogik, jugendliche Delinquenz und Mensch-Tier-Beziehung.

## Publikationen (Auswahl)
- Die Psychodynamik von Übertragung und Gegenübertragung. Vandenhoeck & Ruprecht, Göttingen 2018, ISBN 978-3-525-40609-0.
- Gutes Tier, böser Mensch? Psychologie der Mensch-Tier-Beziehung. Vandenhoeck & Ruprecht, Göttingen 2017, ISBN 978-3-647-99860-2.
- Psychodynamische Interventionsmethoden. Vandenhoeck & Ruprecht, Göttingen 2016, ISBN 978-3-647-99797-1.
- Die Deutung in der Psychoanalyse. Lindauer Beiträge zur Psychotherapie und Psychosomatik. W. Kohlhammer, Stuttgart 2015, ISBN 978-3-17-024174-9.
- Psychotherapeutische Kompetenzen. Ein Praxismodell zu Kompetenzprofilen in der Aus- und Weiterbildung. Springer Fachmedien, Wiesbaden 2015, ISBN 978-3-658-08568-1.
- Abwehr und Persönlichkeit. Lindauer Beiträge zur Psychotherapie und Psychosomatik. W. Kohlhammer, Stuttgart 2013, ISBN 978-3-17-022979-2.
- mit Burkhard Müller (Hrsg.): Schuldbewusstsein und reale Schuld. Psychosozial-Verlag, Gießen 2010, ISBN 978-3-8379-2030-7.
- mit Rebecca Friedmann: Denkzeit für delinquente Jugendliche. Theorie und Methode dargestellt an einer Fallgeschichte. Lambertus, Freiburg 2005, ISBN 3-7841-1603-5.
- mit Christiane Ludwig-Körner: Psychoanalytische Sozialpädagogik. Eine Einführung in vier Fallgeschichten. Lambertus, Freiburg 1997, ISBN 3-7841-0927-6.
- Bruder Hund & Schwester Katze. Kiepenheuer & Witsch, Köln 1996, ISBN 3-462-02527-9.